# Licania glauca
Licania glauca är en tvåhjärtbladig växtart som beskrevs av José Cuatrecasas. Licania glauca ingår i släktet Licania och familjen Chrysobalanaceae. Inga underarter finns listade i Catalogue of Life.